# Cardus crucifer
Cardus crucifer is een tienpotigensoort uit de familie van de Polychelidae. De wetenschappelijke naam van de soort is voor het eerst geldig gepubliceerd in 1873 door Thomson.